# Потоцька волость (Канівський повіт)
Потоцька волость — волость у Російській імперії і УСРР до 1923 року, входила до Канівського повіту Київської губернії, центр у селі Потоки.
У 1923 році повіти і волості в УСРР було ліквідовано, і Потоцька волость увійшла до складу новоутвореного Миронівського району Корсунської округи Київської губернії.

## У 1885 році
Станом на 1885 рік складалася з 3 поселень, 5 сільських громад. Населення — 7845 осіб (3883 чоловічої статі та 3962 — жіночої), 1547 дворових господарств.
|                     | Площа, десятин | У тому числі орної, дес. |
| ------------------- | -------------- | ------------------------ |
| Сільських громад    | 6765           | 5602                     |
| Приватної власності | 4149           | 4149                     |
| Казенної власності  | 2604           | 2525                     |
| Іншої власності     | 142            | 125                      |
| Загалом             | 13660          | 12155                    |

Поселення волості:
- Потоки — колишнє власницьке село за 30 верст від повітового міста, 3098 осіб, 660 дворів, православна церква, школа, лікарня, 6 постоялих дворів, 3 лавки.
- Зеленьки — колишнє власницьке село, 3766 осіб, 730 дворів, православна церква, школа, 6 постоялих будинків, 2 лавки.
- Коритище — колишнє власницьке село, 795 осіб, 157 дворів, постоялий будинок.

## У 1900 році
Станом на 1900 рік до волості входило 2 села та 1 селище (рос. деревня). Населення — 11290 осіб (5621 чоловічої статі та 5669 — жіночої), з них 10997 православних, 70 католиків і 223 єврея.
Усього землі у волості налічувалося 14576 десятин, із яких 6798 належало поміщикам, 155 — церквам і 7623 — селянам. Загальна площа орної землі складала 13479 десятин, сінокісної — 446, під лісами — 89, під чагарниками і заростями — 98, незручної — 464 десятин (із них під річками, ставками, озерами і болотами — 52, а під дорогами — 412 десятини).
У волості діяло 2 однокласні народні школи та 1 школа грамоти.
Поселення волості:
- Потоки — власницьке село, 636 дворів, 4906 жителів (2446 чоловіків, 2460 жінок), 6000 десятин землі, православна церква, однокласна міністерська школа, школа грамоти, 24 вітряки, 3 топчаки, 5 кузень, 13 бакалійних лавок, чайна, лікарня (рос. лечебница) (1 лікар, 1 фельдшер, 1 повитуха), аптека, сільський банк. Село належало поміщику Якову Васильовичу Тарновському.
- Зеленьки — власницьке село, 669 дворів, 5426 жителів (2694 чоловіків, 2712 жінок), 7095 десятин землі, православна церква, однокласна народна школа, 22 вітряка, 1 топчак, 8 кузень, 6 бакалейних лавок, сільський банк. Село належало графам Браницьким.
- Коритище — власницьке селище (рос. деревня), 166 дворів, 978 жителів (481 чоловіків, 497 жінок), 1481 десятин землі, православна церква, школа грамоти, 9 вітряків, сільський банк. Селище належало Марії Василівні Рігельман.

## У 1923 році
У 1923 році в УСРР було проведено районування, внаслідок якого утворено округи і райони замість повітів і волостей. Зокрема, постановами ВУЦВК від 7 березня і 12 квітня Потоцьку волость було включено до складу новоутвореного Миронівського району Корсунської округи Київської губернії. На час ліквідації до волості входили лише села Поток та Коритище, а село Зеленьки входило до окремої Зеленківської волості.
| Села     | Число господарств | Населення, осіб | Населення, осіб | Населення, осіб |
| Села     | Число господарств | чоловіків       | жінок           | разом           |
| -------- | ----------------- | --------------- | --------------- | --------------- |
| Коритище | 268               | 601             | 651             | 1252            |
| Поток    | 943               | 2369            | 2523            | 4892            |